# Kvaløya (Austevoll)
Kvaløya est une île norvégienne dans le comté de Hordaland. Elle appartient administrativement à Austevoll.

## Géographie
Rocheuse et couverte d'une légère végétation, elle s'étend sur environ 445 m de longueur pour une largeur approximative de 298 m. Elle comporte plusieurs habitations, au nord, au centre et sur la côte est et à plusieurs infrastructures (quais, routes...). Elle est traversée par la Fv156 qui la relie aux îles voisines. 